# Eleazar (II Macabeus)
Eleazar é um mártir judeu retratado em II Macabeus 6. O versículo 18 afirma que ele "se sentava no primeiro lugar entre os doutores da lei". Ele tinha noventa anos quando morreu (v. 24).

## História
Na perseguição liderada por Antíoco IV Epifânio, Eleazar foi forçado a comer carne de porco, que ele logo cuspiu e foi supliciado por isso. Durante o tormento, ele foi secretamente perguntado se gostaria de comer alguma das carnes permitidas, fingindo ser carne de porco, mas ele se recusou e foi então martirizado. O narrador relata que, em sua morte, ele deixou um "heróico exemplo e uma gloriosa memória" (v. 31).

## Veneração
Juntamente com a mulher com sete filhos, história contada no capítulo seguinte, Eleazar, que não era realmente um macabeu, é celebrado como um dos "Santos Mártires Macabeus" pela Igreja Católica e pela Igreja Ortodoxa.